# ماغي أونيل
ماغي أونيل (بالإنجليزية: Maggie O'Neill)‏؛ هي ممثلة بريطانية، ولدت في 15 نوفمبر 1962 في المملكة المتحدة.

## وصلات خارجية
- ماغي أونيل على موقع IMDb (الإنجليزية)
- ماغي أونيل على موقع قاعدة بيانات الفيلم (الإنجليزية)